# The Girl - La diva di Hitchcock
The Girl - La diva di Hitchcock (The Girl) è un film per la televisione del 2012 diretto da Julian Jarrold, basato sul libro Spellbound by Beauty: Alfred Hitchcock and his Leading Ladies di Donald Spoto.
Il film ripercorre il difficile rapporto tra Alfred Hitchcock e Tippi Hedren durante le riprese de Gli uccelli e Marnie.

## Trama
Il regista Alfred Hitchcock è all'apice della sua carriera quando nel 1962 sceglie l'allora sconosciuta modella Tippi Hedren come attrice protagonista del suo prossimo film Gli uccelli. Nonostante sia già sposato con Alma, Alfred diviene a poco a poco ossessionato dall'idea di conquistare il cuore di Tippi.

## Promozione
Il 28 agosto 2012 furono diffusi online due teaser trailer del film.

## Distribuzione
Il film è stato trasmesso dalla rete televisiva HBO il 20 ottobre 2012. In Italia è stato trasmesso il 3 ottobre 2013 su Premium Cinema.